# Ølkælderkuppet
Ølkælderkuppet eller Ølstuekuppet (på tysk: Hitlerputsch, Hitler-Ludendorff-Putsch eller Bürgerbräu-Putsch) var et mislykket statskup den 8.–9. november 1923 i München, Bayern. Kuppet blev anført af NSDAP-lederen Adolf Hitler, generalen Erich Ludendorff og andre ledere fra Kampfbund. Omkring to tusind nazister marcherede mod Feldherrnhalle i den centrale del af Mûnchen, men blev her konfronteret af politiet, hvilket resulterede i 15 dræbte nazister, fire dræbte politibetjente og én tilfældig forbipasserende død. Navnet "Ølkælderkuppet" kommer fra det faktum, at det var en af Münchens største ølstuer, Bürgerbräukeller, som var stedet, hvor kuppet begyndte.
Hitler undslap umiddelbar anholdelse og blev fragtet i sikkerhed. Efter to dage blev han dog arresteret og anklaget for forræderi.
Kuppet satte Hitler i rampelyset på nationalt plan – ikke blot i Bayern – for første gang og skabte forsideoverskrifter i aviser verden over. Hans anholdelse blev efterfulgt af en 24-dages retssag, som blev bredt omtalt og gav ham en platform til at udtrykke sine nationalistiske følelser. Hitler blev fundet skyldig i forræderi og idømt fem års fængsel i Landsberg-fængsel, hvor han dikterede Mein Kampf til medfangerne Emil Maurice og Rudolf Hess. Den 20. december 1924, efter kun at have afsonet ni måneder, blev Hitler løsladt. Efter løsladelsen omdirigerede Hitler sit fokus mod at opnå magt ad lovlig vej frem for gennem revolution eller vold, og ændrede i overensstemmelse hermed sin taktik, idet han videreudviklede nazistisk propaganda.

## Baggrund
I begyndelsen af det 20. århundrede havde mange af de større byer i Sydtyskland ølstuer, hvor hundredvis – og nogle gange tusindvis – af mennesker mødtes om aftenen for at socialisere, drikke øl og deltage i politiske og sociale debatter. Disse ølstuer var også værter for lejlighedsvise politiske møder. En af Münchens største ølstuer var Bürgerbräukeller, som blev stedet hvor kuppet begyndte.
Efter Versaillestraktaten, som afsluttede 1. verdenskrig, svandt Tysklands status som en førende europæisk magt. Ligesom mange tyskere på den tid mente Hitler – der havde kæmpet i den tyske hær, men stadig havde østrigsk statsborgerskab – at traktaten var et forræderi, hvor landet var blevet "dolket i ryggen" af sin egen regering, særligt fordi den tyske hær folkeligt blev anset for at være ubesejret på slagmarken. Hitler gjorde civile ledere, jøder og marxister til syndebukke for nederlaget. Disse blev efterfølgende benævnt "Novemberforbryderne".
Hitler forblev i hæren (Reichswehr) i München efter krigen. Han deltog i forskellige "national tænkning"-kurser, organiseret af Uddannelses- og Propagandafdelingen i den bayerske hær under kaptajn Karl Mayr, hvorfra Hitler blev en agent. Kaptajn Mayr beordrede derfor angiveligt Hitler – dengang en Gefreiter (ikke svarende til korporal, men en særlig klasse af menig) og indehaver af Jernkorset af Første Klasse – til at infiltrere det lille Deutsche Arbeiterpartei ("Tysk Arbejderparti", forkortet DAP). Hitler meldte sig ind i DAP den 12. september 1919. Han indså snart, at han var enig i mange af DAP's grundlæggende principper, og steg til partiets øverste post i den efterfølgende kaotiske politiske atmosfære i efterkrigstidens München. Hitler overtog – efter aftale – den politiske ledelse af en række bayerske revanchistiske "patriotiske foreninger", kaldet Kampfbund. Denne politiske base udviklede sig til at omfatte omkring 15.000 medlemmer af Sturmabteilung (SA, bogstaveligt talt "Stormafdeling"), den paramilitære fløj af NSDAP.
Den 26. september 1923 – efter en periode med terror og politisk vold – erklærede den bayerske ministerpræsident Eugen von Knilling undtagelsestilstand, og Gustav Ritter von Kahr blev udnævnt til Staatskomissar ("statskommissær") med diktatoriske beføjelser til at regere staten. Sammen med von Kahr dannede den bayerske statspolitis chef, oberst Hans Ritter von Seisser, og Reichswehr-general Otto von Lossow et herskende triumvirat. Hitler proklamerede, at han ville afholde 14 massemøder begyndende den 27. september 1923. Af frygt for potentiel uro var en af Kahrs første handlinger at forbyde de annoncerede møder, hvilket satte Hitler under pres for at handle. Nazisterne – sammen med andre ledere i Kampfbund – følte, at de var nødt til at marchere mod Berlin og gribe magten, ellers ville deres tilhængere vende sig mod kommunisterne. Hitler søgte hjælp fra general Erich Ludendorff fra 1. verdenskrig i et forsøg på at opnå støtte fra Kahr og hans triumvirat. Kahr havde dog sin egen plan med Seisser og Lossow om at installere et nationalistisk diktatur uden Hitler.

## Kuppet

### Første fase: aftenen d. 8. november
Kuppet var inspireret af Benito Mussolinis succesfulde march mod Rom. Fra den 22. til den 29. oktober 1922 planlagde Hitler og hans medarbejdere at bruge München som base for en march mod Tysklands Weimarrepublik-regering, men omstændighederne adskilte sig fra dem i Italien. Hitler indså, at Kahr forsøgte at kontrollere ham og ikke var klar til at handle mod regeringen i Berlin. Hitler ønskede at gribe et afgørende øjeblik, hvor han succesfuldt kunne skabe folkelig agitation og støtte. Han besluttede at tage sagen i egen hånd. Hitler – sammen med et stort detachement af SA – besluttede for at marchere mod Bürgerbräukeller, hvor Kahr holdt en tale foran 3.000 mennesker.
Om aftenen den 8. november 1923 omringede 603 SA-mænd ølstuen, og et maskingevær blev opstillet i auditoriet. Hitler, der var omgivet af sine associerede Hermann Göring, Alfred Rosenberg, Rudolf Hess, Ernst Hanfstaengl, Ulrich Graf, Johann Aigner, Adolf Lenk, Max Amann, Max Erwin von Scheubner-Richter, Wilhelm Adam, Robert Wagner og andre (omkring 20 i alt), rykkede frem gennem det tætpakkede auditorium. Eftersom Hitler ikke var i stand til at blive hørt af folkemængden valgte han at affyre et skud op i loftet og hoppede op på en stol, mens han råbte: "Den nationale revolution er brudt ud! Hallen er omringet af seks hundrede mænd. Ingen får lov til at forlade den." Han fortsatte med at erklære, at den bayerske regering var afsat, og proklamerede dannelsen af en ny regering med Ludendorff.
Hitler – ledsaget af Hess, Lenk og Graf – beordrede triumviratet bestående af Kahr, Seisser og Lossow ind i et tilstødende rum under trussel af våben og forlangte, at de støttede kuppet og accepterede de regeringsposter, han tildelte dem. Hitler havde lovet Lossow et par dage tidligere, at han ikke ville forsøge et kup, men mente nu, at han ville kunne få en øjeblikkelig bekræftelse fra dem, idet han anmodede Kahr om at acceptere stillingen som Regent af Bayern. Kahr svarede, at man ikke kunne forvente, at han ville samarbejde, især ikke da han var blevet ført ud af auditoriet under trusler og med militær magt.
Heinz Pernet, Johann Aigner og Scheubner-Richter blev sendt afsted for at hente Ludendorff, hvis personlige prestige skulle udnyttes til at give nazisterne troværdighed. Hermann Kriebel foretog et telefonopkald fra køkkenet til Ernst Röhm, som ventede med sin Bund Reichskriegsflagge i Löwenbräukeller – en anden ølstue – og han fik ordre til at indtage vigtige bygninger i hele byen. Samtidig mobiliserede medsammensvorne under Gerhard Rossbach studerende fra en nærliggende infanteriofficersskole til at indtage andre mål.
Hitler blev irriteret på Kahr og tilkaldte Ernst Pöhner, Friedrich Weber og Hermann Kriebel til at repræsentere ham, mens han vendte tilbage til auditoriet flankeret af Rudolf Hess og Adolf Lenk. Han fulgte op på Görings tale og erklærede, at handlingerne ikke var rettet mod politiet og Reichswehr, men mod "den jødiske regering i Berlin og novemberforbryderne fra 1918". Dr. Karl Alexander von Mueller, professor i moderne historie og statskundskab ved Münchens Universitet og en støtte af Kahr, var øjenvidne. Han berettede:
Jeg kan ikke, i hele mit liv, huske en sådan ændring i en menneskemængdes holdning på så få minutter, næsten få sekunder (...) Hitler havde vendt dem på vrangen, som man vender en handske vrangen ud, med blot et par sætninger. Det mindede næsten som noget hokus-pokus eller havde noget magi over sig.
Hitler afsluttede sin tale med: "Udenfor er Kahr, Lossow og Seisser. De kæmper hårdt for at nå en beslutning. Må jeg sige til dem, at I vil stå bag dem?" Folkeskaren i salen bakkede Hitler op med et brøl af bifald. Hitler afsluttede med:
I kan se, at det, der motiverer os, hverken er selvforfængelighed eller egennytte, men kun et brændende ønske om at deltage i kampen i denne alvorlige ellevte time for vores tyske fædreland (...) En sidste ting kan jeg fortælle jer. Enten begynder den tyske revolution i aften, eller også er vi alle døde ved daggry!
Hitler, Ludendorff m.fl. vendte tilbage til hovedsalens talerstol, hvor de holdt taler og gav hånd. Derefter fik folkemængden lov til at forlade salen. I en taktisk fejl besluttede Hitler kort tid efter at forlade Bürgerbräukeller for at håndtere en krise et andet sted. Omkring kl. 22:30 løslod Ludendorff Kahr og hans associerede.
Bund Oberland – under kommando af Max Ritter von Müller – blev sendt afsted for at beslaglægge våben fra Hærens Ingeniørkaserne under påskud af at udføre træningsmanøvrer. Oskar Cantzler – kaptajn for 1. kompagni af 7. Ingeniørbataljon – troede ikke på dem, men tillod dem at udføre manøvrerne inde i bygningen. Han låste bygningen med de 400 mænd inde og placerede to maskingeværer ved indgangen. Hitler forsøgte at få mændene løsladt, men Cantzler nægtede. Hitler overvejede at bruge artilleri til at ødelægge bygningen, men valgte at lade være.

### Anden fase: marchen d. 9. november
Natten var præget af forvirring og uro blandt regeringsembedsmænd, væbnede styrker, politienheder og enkeltpersoner, der skulle beslutte, hvor deres loyalitet lå. Enheder fra Kampfbund fór omkring for at bevæbne sig fra hemmelige depoter og indtage bygninger. Omkring kl. 03.00 skete de første tab i forbindelse med kuppet, da Reichswehrs lokale garnison fik øje på Röhms mænd, der kom ud fra ølstuen. De blev overfaldet af soldater og statspoliti, mens de forsøgte at nå Reichswehr-barakkerne. Der blev affyret skud, men der var ingen døde på nogen af siderne. Mødt af tung modstand blev Röhm og hans mænd tvunget til at trække sig tilbage. I mellemtiden satte Reichswehr-officererne hele garnisonen i alarmberedskab og kaldte på forstærkninger.
Om morgenen beordrede Hitler besættelsen af Münchens byråd og tage byrådet som gidsler.
Midt på formiddagen den 9. november indså Hitler, at kuppet ikke førte nogen vegne. Kupmagerne vidste ikke, hvad de skulle gøre, og var ved at give op. I dette øjeblik råbte Ludendorff: "Wir marschieren!" (dansk: 'Vi marcherer!'). Röhms styrke sammen med Hitlers (i alt ca. 2000 mand) marcherede ud – men uden et specifikt mål. I et impulsivt øjeblik førte Ludendorff dem til det bayerske forsvarsministerium. Men ved Odeonsplatz foran Feldherrnhalle mødte de en styrke på 130 soldater, der blokerede vejen under kommando af Statspolitiets Oberløjtnant Michael von Godin. De to grupper udvekslede ild, hvilket resulterede i dødsfaldet af 16 nazister, fire politibetjente og én tilfældig forbipasserende.
Nederlaget til regeringsstyrkerne tvang Hitler og Ludendorff til at flygte fra München, og var oprindelsen til Blutfahne ('blodfanen'), som blev plettet med blodet fra to SA-medlemmer, der blev skudt. Fanebæreren Heinrich Trambauer blev alvorligt såret, mens Andreas Bauriedl faldt død ned på den fanen. En kugle dræbte Scheubner-Richter. Göring blev skudt i benet, men undslap. Resten af nazisterne spredtes eller blev arresteret. Hitler blev arresteret to dage senere.
I en beskrivelse af Ludendorffs begravelse ved Feldherrnhalle i 1937 (hvor Hitler deltog, men uden at tale) skrev William L. Shirer: "Første Verdenskrigs helt [Ludendorff] havde nægtet at have noget som helst at gøre med ham [Hitler], lige siden han var flygtet foran Feldherrnhalle efter kugleregnen under Ølkælderkupet." Da et dokument vedrørende Landsberg-fængslet (inklusive gæstebogen) senere blev solgt på auktion, blev det dog bemærket, at Ludendorff havde besøgt Hitler adskillige gange. Sagen om de genfundne papirer blev rapporteret i Der Spiegel den 23. juni 2006. Den nye information (som kom frem mere end 30 år efter Shirer skrev sin bog, og som Shirer ikke havde adgang til) miskrediterede Shirers udsagn.

## Fiasko for Hitlers planer
Klokken 11 om formiddagen den 9. november samlede nationalsocialisterne sig og begyndte at marchere mod Marienplatz i Münchens centrum. Demonstrationen blev ledet af Hitler, Ludendorff, Hermann Göring og Julius Streicher.
De stødte i begyndelsen kun på mindre politistyrker, som hurtigt blev skræmt væk, men ved Feldherrnhalle stod omkring 100 politimænd parat. Da der var op imod 3000 nationalsocialister i demonstrationen, opfordrede Hitler politiet til at overgive sig, men politiet åbnede ild. Ilden blev besvaret, og i løbet af få sekunder var 16 nationalsocialister og fire politimænd døde, og et ukendt antal såret. Göring blev truffet i låret og faldt om, mens Hitler slap uskadt. Det lykkedes ham sammen med nogle andre at flygte i en bil. Ludendorff banede sig vej gennem politiet, som – af respekt for krigshelten – ikke skød på ham.

## Retssag og fængsel
To dage efter kuppet blev Hitler arresteret og anklaget for højforræderi ved den særlige Folkedomstol. Nogle af hans medsammensvorne, herunder Rudolf Hess, blev også arresteret, mens andre, herunder Hermann Göring og Ernst Hanfstaengl, flygtede til Østrig. Nazistpartiets hovedkvarter blev ransaget, og dets avis, Völkischer Beobachter (danks: 'Folkelig Observatør'), blev bandlyst. I januar 1924 afskaffede Emminger-reformen – et nøddekret – juryen som domfældende instans og erstattede den med et blandet system af dommere og lægdommere i Tysklands retsvæsen.
Dette var ikke første gang, Hitler var kommet i konflikt med loven. Ved en hændelse i september 1921 havde han og nogle mænd fra SA forstyrret et møde i Bayernbund ('Bayernunionen'), som Otto Ballerstedt – en bayersk føderalist – skulle have talt ved, og de nazistiske uromagere blev som følge heraf arresteret. Hitler endte med at afsone lidt over en måned af en fængselsstraf på tre måneder. Dommer Georg Neithardt var den ledende dommer ved begge Hitlers retssager.

## Efterspil
De 15 faldne oprørere samt den tilfældige forbipasserende civile Karl Kuhn blev anset for at være nazistpartiets første "blodmartyrer" og blev mindet af Hitler i forordet til Mein Kampf. Der blev oprettet en kult omkring dem, og de fik heltebegravelser efter magtovertagelsen. Det nazistiske flag, de bar – som i løbet af begivenhederne var blevet plettet med blod – blev kendt som Blutfahne (danske 'blodfanen') og blev brugt ved edsaflæggelsen af nye rekrutter foran Feldherrnhalle, da Hitler var ved magten.
Kort efter at Hitler kom til magten, blev der placeret et mindesmærke på sydsiden af Feldherrnhalle, kronet med et hagekors. Bagsiden af mindesmærket lød: "Und ihr habt doch gesiegt!" (dansk: 'Og I sejrede alligevel!'). Bagved blev der lagt blomster, og enten politifolk eller SS stod vagt mellem en lavere plade. Forbipasserende skulle aflægge nazihilsenen. Kuppet blev også mindet på tre sæt frimærker. Mein Kampf var dedikeret til de faldne, og i bogen Ich Kämpfe (givet til dem, der meldte sig ind i partiet omkring 1943) er de opført først, selvom bogen nævner hundredvis af andre døde. Overskriften i bogen lød: "Selvom de er døde for deres handlinger, vil de leve for evigt." Den tyske hær havde en division navngivet Feldherrnhalle-regimentet, og der var også en SA Feldherrnhalle-division.
Hitler var før kupforsøget en relativt ukendt person, selv om han allerede tidligere havde været involveret i lignende planer. Med ølkælderkuppet blev han kendt over hele Tyskland og i store dele af Europa. Den 1. april 1924 blev han idømt fem års fængsel, men han blev løsladt allerede den 20. december samme år. Ganske uhørt i betragtning af at han rent faktisk havde begået højforræderi, men det sagde noget om, hvor gennemsyret Weimarrepublikken var af nationalistiske strømninger, der havde sympati for Hitlers ideer. I løbet af opholdet i fængslet skrev han store dele af Mein Kampf, nationalsocialismens vigtigste politiske manifest.
Hitler lærte af det mislykkede kup, at den ønskede nationalsocialistiske revolution ikke kunne gennemføres ved hjælp af vold, medmindre han havde bred opbakning i befolkningen. Han lærte, at han måtte nå magten ved hjælp af det demokratiske system, han afskyede, og som han ønskede at afskaffe. Derfor begyndte han at koncentrere sig om partiet og dets opbygning.